# Карл Роберт Якобсон
Я́кобсон Карл Ро́берт (26 липня 1841 — 19 березня 1882) — естонський педагог, просвітитель і громадський діяч. Виступав за загальнодоступність освіти для народу. Відомий як автор низки популярних азбук і підручників, посібників для самоосвіти.